# Verjährt (Wohmann)

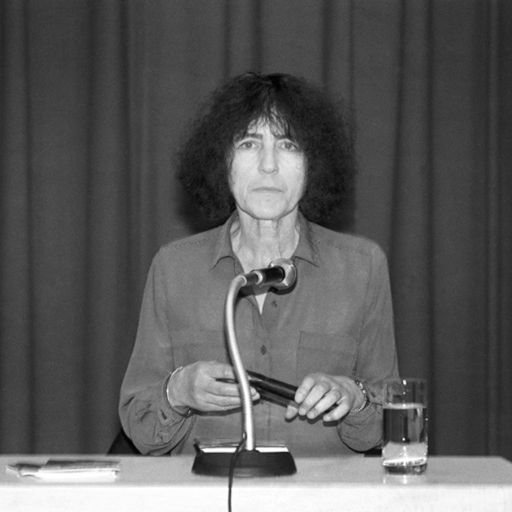
Gabriele Wohmann (1992)

Verjährt ist eine kleine Erzählung von Gabriele Wohmann aus dem Jahr 1965, die 1968 in der Kurzgeschichtensammlung  Ländliches Fest bei Luchterhand in Neuwied erschien.
Die Ich-Erzählerin reflektiert die eigene Vergangenheit distanziert oder weniger rücksichtsvoll gesagt: Das Geständnis beginnt mit Lügen und die Wahrheit kommt sodann tröpfchenweise ans Licht.

## Inhalt
Die Erzählerin macht ihrem Partner Reinhard deutlich, die langjährigen Urlaubsnachbarn in der Strandhütte sind nette, ruhige Leute. Vor fünfzehn Jahren schon hatten sich diese Nachbarn das ruhige Leben in Eintracht gewünscht, das sie nun längst zusammen mit ihrem Pudel gefunden haben.
Die Erzählerin berichtet von dem vormaligen unruhigen Leben jenes netten Paares. Damals hatte der Mann ein Kind überfahren. Das Kind war schuld gewesen. Genauer – der Vater hatte die eigene kleine Tochter überfahren. Das Paar hatte sich gegenseitig Schuld an dem Unfall gegeben.
Die Aufzählung der Tode im Umkreis dieser Urlaubsnachbarn geht weiter. Die Geliebte des Mannes hatte Selbstmord begangen.
Die Erzählerin stellt sich auf einmal als Lügnerin hin. Es ergibt sich, die Erzählerin redet in Wahrheit die ganze Zeit von sich und ihrem Mann Reinhard. Sie nimmt die Schuld am Unfalltod des gemeinsamen Kindes auf sich.
Nach dem Unfall war die Erzählerin mit Gilbert, dem leiblichen Vater ihres Sohnes, durchgebrannt. Reinhard hatte das uneheliche Kind seiner Frau nicht in seinem Hause geduldet. Die Erzählerin packt weiter aus: Reinhard hatte sich zudem geweigert, den Vater der Erzählerin ins Haus zu nehmen. Der alte Mann war im Altersheim gestorben.
Schließlich wird die oben genannte Eintracht klar: Das Paar ist zur Ruhe gekommen, seit es „noch wenig miteinander“ über das ohnehin Verjährte redet.

### Erstausgabe
- Verjährt. In: Gabriele Wohmann: Ländliches Fest. Erzählungen. Luchterhand, Neuwied 1968, ISBN 3-472-61204-5.

### Verwendete Ausgabe
- Verjährt. In: Gabriele Wohmann: Alles für die Galerie. Erzählungen. Mit einer Nachbemerkung von Günther Cwojdrak. Aufbau-Verlag, Berlin 1972, S. 113–117.

### Sekundärliteratur
- Verjährt. In: Irene Ferchl: Die Rolle des Alltäglichen in der Kurzprosa von Gabriele Wohmann. Bouvier Verlag, Bonn 1980, ISBN 3-416-01542-8, S. 47–49.
- Günter Häntzschel, Jürgen Michael Benz, Rüdiger Bolz, Dagmar Ulbricht: Gabriele Wohmann. (= Autorenbücher. Band 30). Verlag C. H. Beck, Verlag edition text + kritik, München 1982, ISBN 3-406-08691-8.
- Jochen Vogt: Gabriele Wohmann: Verjährt. In: Deutsche Kurzprosa der Gegenwart. Interpretationen. Hrsg. von Werner Bellmann und Christine Hummel. Reclam. Stuttgart 2006. S. 15–23.